# Little Bay East
Little Bay East est une petite communauté canadienne située sur la péninsule de Burin de l'île de Terre-Neuve dans la province de Terre-Neuve-et-Labrador. Elle est située sur la route 212 entre St. Bernard's – Jacques Fontaine et Bay L'Argent au sud-ouest et Little Harbour East au nord-ouest.

## Annexe